# Moscow (Kansas)
Moscow – miasto w Stanach Zjednoczonych, w stanie Kansas, w hrabstwie Stevens.